# Estadio Diaguita
El Estadio Diaguita es un estadio de fútbol y atletismo ubicado en la ciudad de Ovalle de la Región de Coquimbo, Chile. Su propietario es la Ilustre Municipalidad de Ovalle. Fue construido en los terrenos del antiguo Estadio Municipal de Ovalle, el cual fue demolido en 2009 el que, a su vez, estaba construido sobre un sitio arqueológico diaguita que habría consistido, según hipótesis recientes, en un asentamiento humano y un cementerio. Actualmente, son locales en este escenario, los clubes: Provincial Ovalle de la Segunda División Profesional, CSD Ovalle de la Tercera División B, y Deportes Ovalle con su equipo de proyección, ya que por años de crisis, el club no cuenta con un plantel profesional, ni participa de ningún torneo organizando por la ANFA o ANFP. 

## Historia
Aunque la primera sede del equipo fue el Estadio Willy González, otrora conocido como Estadio Ferroviario, la historia del Estadio Diaguita se relaciona directamente con otro recinto, el Estadio Municipal. 
El antiguo Estadio Municipal de Ovalle tenía una capacidad aproximada de 8000 personas. El último partido de fútbol en el recinto, fue disputado el 12 de agosto de 2009 entre Deportes Ovalle y Coquimbo Unido. A partir de la semana siguiente fue completamente demolido.
Fue inaugurado el 11 de agosto de 2017 Las actividades deportivas inaugurales abiertas al público se realizaron el 24 de octubre de 2017 con una jornada deportiva que incluyó una ceremonia inaugural, actividades de atletismo y partidos de fútbol entre Deportes Ovalle vs. Deportes Ovalle de Todos los tiempos (equipo conformado por una selección de antiguos jugadores del club), CSD Ovalle vs Provincial Ovalle y como atracción principal, un encuentro entre las selecciones femeninas de fútbol de Chile y Argentina, en el marco de su preparación para la Copa América Femenina 2018 a realizarse en Chile.
El primer partido de fútbol oficial se jugó el 11 de noviembre de 2017, cuando por la penúltima fecha del campeonato de Tercera División A 2017, Provincial Ovalle empató 3 a 3 contra Real San Joaquín. El primer partido por Copa Chile se disputó el 28 de abril de 2018, cuando por la primera ronda de la Copa Chile 2018, se enfrentó Provincial Ovalle vs. Cobreloa. El partido finalizó con triunfo de 4 a 1 a favor de los visitantes. Al día siguiente, debutó en el estadio por partidos oficiales, el otro club de la ciudad CSD Ovalle, quien por la cuarta fecha del campeonato de Tercera División B 2018, derrotó a Quilicura Unido por 6 goles a 1.